# Anthony Elanga
Anthony David Junior Elanga (* 27. April 2002 bei Malmö) ist ein schwedischer Fußballspieler, der für den Premier-League-Verein Newcastle United aktiv ist. Der Flügelstürmer ist seit 2022 schwedischer Nationalspieler.

## Karriere

### Verein

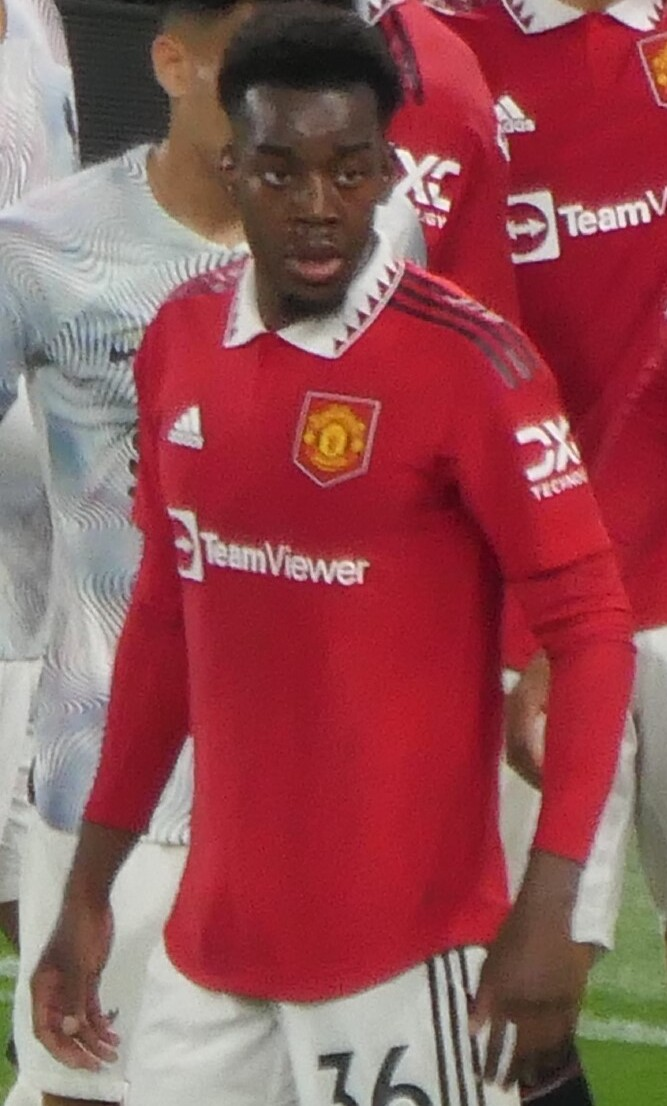
Elanga bei Manchester United (2022)

Nach Stationen als Jugendspieler bei IF Elfsborg und Malmö FF trat Elanga 2014 der Jugendakademie von Manchester United bei. Er wurde erstmals zu Beginn der Saison 2020/21 in das Profiteam befördert. Sein Debüt für den Verein gab er am 11. Mai 2021 in einem Premier-League-Spiel gegen Leicester City. Seinen ersten Treffer in der Premier League erzielte er am 23. Mai 2021 bei einem 2:1-Auswärtssieg bei den Wolverhampton Wanderers. In der folgenden Saison Premier-League-Saison 2021/2022 kam er als Rotationsspieler auf 21 Einsätze, in denen er zwei Tore erzielen konnte.
Im Sommer 2023 wechselte er zu Nottingham Forest und unterschrieb dort einen Fünfjahresvertrag. Im Juli 2025 wechselte er zu Newcastle United.

### Nationalmannschaft
Er war Jugendnationalspieler (U 17, U 19 und U 21) von Schweden. Er wäre auch für die Nationalmannschaft von Kamerun spielberechtigt. Elanga gab sein Debüt für die A-Nationalmannschaft Schwedens am 24. März 2022 bei einem 1:0-Heimsieg im Play-off der WM-Qualifikation 2022 gegen Tschechien. Sein erstes Tor für die schwedische Nationalmannschaft erzielte er am 5. Juni 2022 in einem Spiel der Nations League gegen Norwegen.

## Titel
- Englischer Ligapokalsieger: 2023

## Familiäres
Sein Vater ist der ehemalige kamerunische Fußballnationalspieler Joseph Elanga. Er wurde in Schweden geboren, wo sein Vater für Malmö FF spielte.